# Plomí

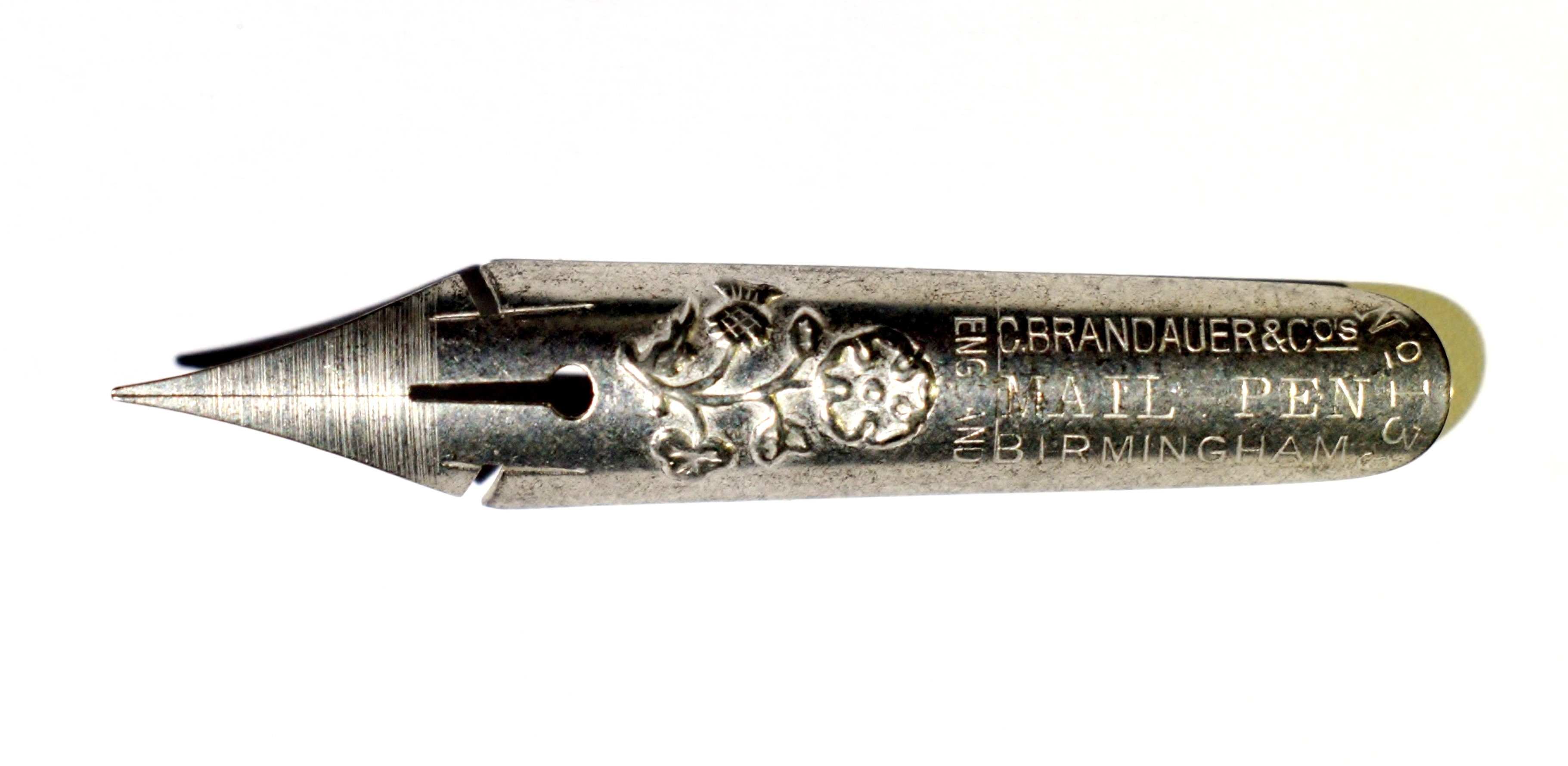
Plomí metàl·lic

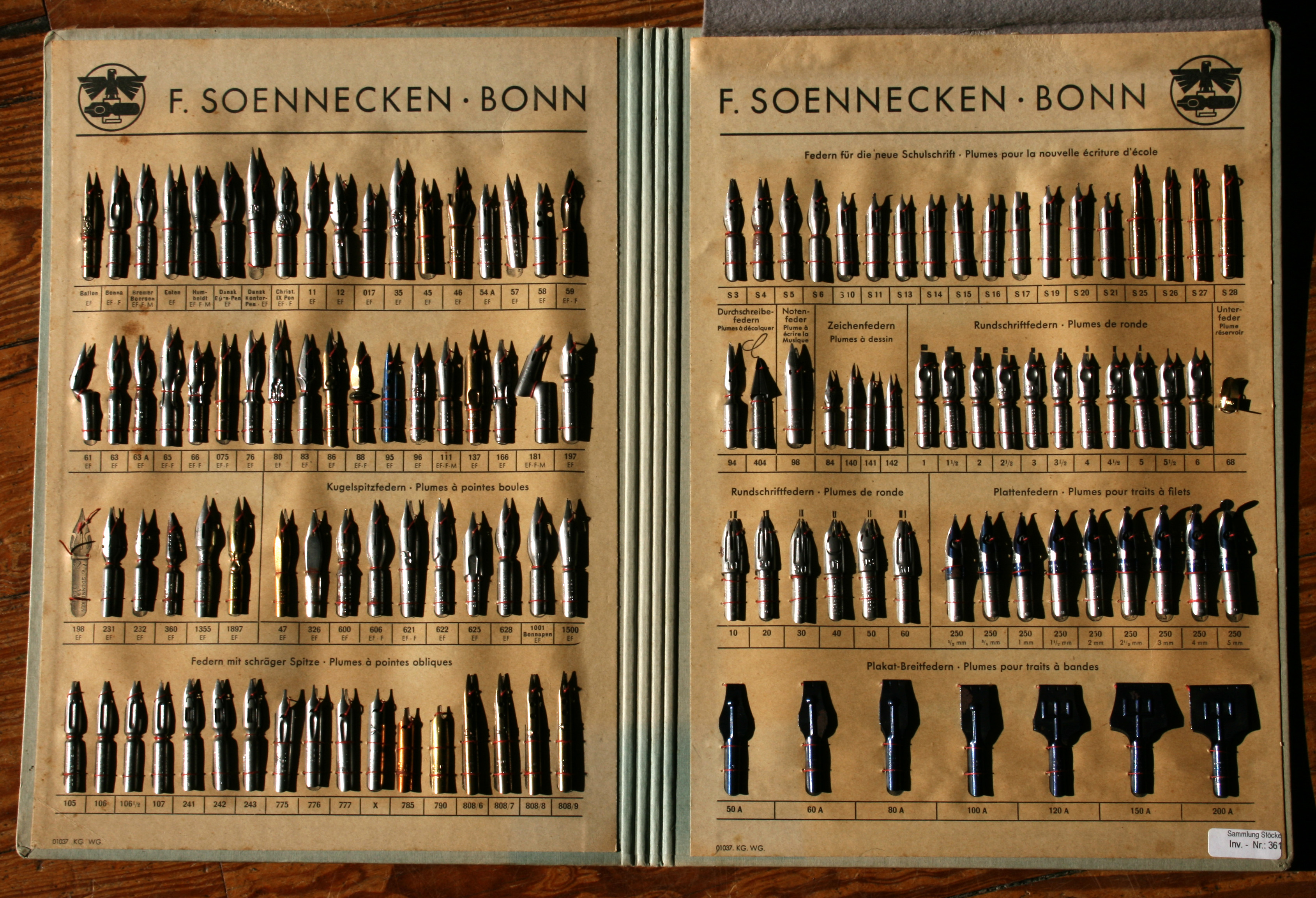
Plomins metal·lics

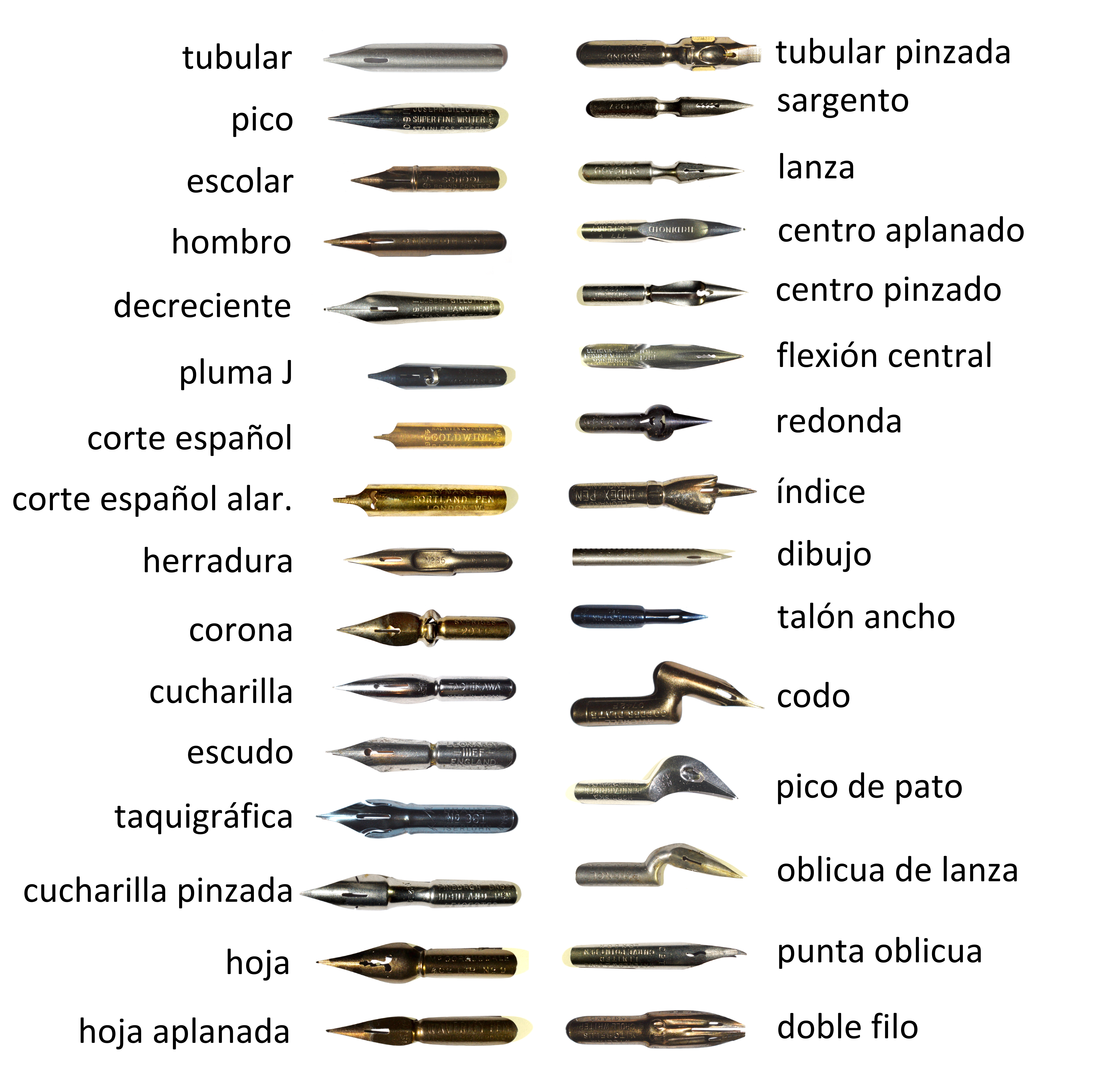
Diversos models de plomí

Un tremp o plomí és un dispositiu que imita la funció d'una ploma d'ànec, usat per entintar una superfície amb el propòsit d'escriure o dibuixar, usualment sobre paper, després de carregar-lo amb tinta en el tinter. Encara que normalment és metàl·lic, fet d'una xapa prima d'acer, d'uns tres centímetres de llarg, n'hi d'altres materials (com ara vidre). El plomí s'assegura en un portaploma.
El sinònim plomí (diminutiu de ploma) prové dels primers instruments usats per l'home, amb la mateixa finalitat, van ser els càlams i les plomes d'ànec.

## Història
El 1748, l'industrial Johannes Jasen d'Aquisgrà va realitzar el primer tremps d'acer artesà. El 1819, els germans John i William Mittchell de Birmingham van reeixir la primera producció industrial de gran sèrie. Els primers tremps metàl·lics, per manca d'elasticitat i en perforar sovint el paper, no van ser un seriós competidor de la ploma d'ànec. El 1831, Joseph Gillot va realitzar moltes millores per donar una flexibilitat i comoditat comparable a la ploma natural. Mittchell, Gillot i Josiah Mason van fer de Birmingham el centre mundial de producció de plomes d'acer. Ja el 1842 van produir 70 milions d'unitats, xifra que va pujar als 180 milions el 1850. Des d'aleshores a poc a poc realment va substituir la ploma d'ànec. Vers la fi del segle xix, ja hi havia tretze companyies que explotaven un centenar de tallers amb una producció anual de 300 milions d'unitats. Era principalment una feina de dones que havien de produir 18.000 unitats per dia en condicions més que dures. Aquest èxit va trobar imitadors als continent. El seu ocàs va començar als anys 1920 per l'arribada de l'estilogràfica. Nogensmenys va durar fins a mitjan des anys 1960 fins per veura la seva disparició de les escoles. A Bèlgica, fins als anys seixanta del segle xx, l'estilogràfica o el rellotge eren els típics regals per a criatures de dotze anys, al moment de la transició de l'escola primària, on encara s'escrivia amb portaploma, cap a «l'escola dels grans».
A Espanya la primera fàbrica de tremps que se’n te constància fou l'empresa J. Serra y Tuvose a Alguaire (Lleida) de finals del segle xix. Popularment se la coneixia com l'anglo-espanyola encara que el seu soci estranger no era anglès si no escocès; el 1911 es va transformar en P. Serra Vehil, S en C. La van seguir a principis del segle xx, Francisco de la Viesca a Cadiz i a Sevilla Hijos de Vicente Azeña. Més tard apareixen a Barcelona Industrias Matálicas, SA (IMSA) el 1918, Industrias del Metal Juan Boira Mateu el 1922, Antonio Farré Taltavull a principis dels anys trenta i a Sevilla Carlos Gómez Millán el 1931. A partir del final de guerra civil, el 1939, la situació política, econòmica i social a Espanya era molt complicada. Pel que fa referència als tremps es va acabar la seva importació i també la de l'acer per fabricar-los. Van aparèixer nous tallers i fàbriques especialment a Barcelona i València per cobrir el buit deixat pels tremps estrangers. La seva qualitat era molt inferior però van fer el seu paper. A partir dels anys cinquanta del segle passat la competència dels bolígrafs va fer que anessin tancant totes les fàbriques i tallers espanyols. La fabricació de tremps d'or per les plomes estilogràfiques la va començar a Espanya el 1933 a Barcelona Damià Onsés Ginesta. El taller va passar, el 1934, a Pallejà i va tornar a Barcelona el 1951; va tancar l'any 1984. Altres petits tallers, a partir de 1940, van també fabricar tremps d'or i algunes fàbriques d'estilogràfiques – Vila Sivill, Beytol, Inoxcrom, etc. – van, esporàdicament, fabricar-ne. A mitjans dels anys vuitanta del segle passat va desaparèixer la producció espanyola de tremps d'or. Els plomins d'acer s'utilitzen, però, encara en cal·ligrafia i altres finalitats artístiques.

## Museu del tremp (Pen Museum)

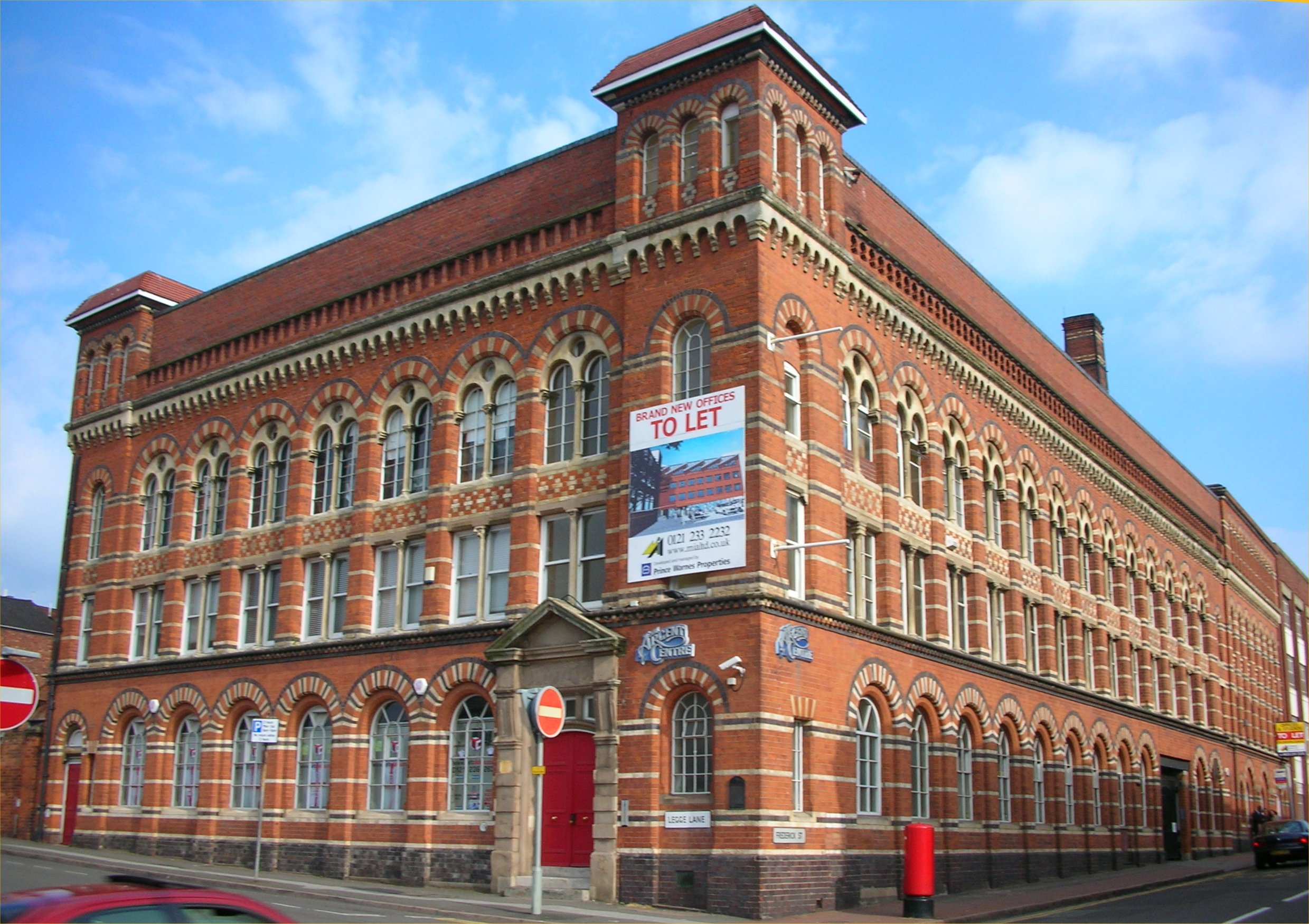
Museu del Tremp (Birmingham)

El 2001 al barri Jewellery Quarter de Birmingham, a una antiga manufactura de tremps, es va inaugurar el Pen Museum en record de l'època quan 75% dels plomins de tot el món venien d'aquesta ciutat. A més de la col·lecció, s'hi ha reconstruït un taller típic. Després d'una gran reforma, va tornar a obrir el 2016 amb una museografia més interactiva i una reserva per a conservació de la col·lecció en condicions millors.